# Hidden-Gletscher (Sikkim)
Der Hidden-Gletscher (engl. Hidden Glacier für „versteckter Gletscher“) ist ein Gletscher im Himalaya im Nordwesten des indischen Bundesstaates Sikkim. Der Gletscher befindet sich im Kangchendzönga-Nationalpark 16 km nordöstlich des Kangchendzönga, der dritthöchste Berg der Erde. Der Hidden-Gletscher verdankt seinen Namen offensichtlich seiner versteckten Lage.

## Lage
Der Hidden-Gletscher befindet sich 3 km nördlich des Zemugletschers. Der Hidden-Gletscher wird von 5700–6100 m hohen Gebirgskämmen eingerahmt. Er strömt in östlicher Richtung. Seine aktuelle Länge liegt bei ungefähr 5 km, die mittlere Breite bei etwa 800 m. Das Nährgebiet befindet sich auf einer Höhe von 5850 m, das untere Gletscherende ungefähr auf 5500 m. Die Gletscherfläche beträgt aktuell ungefähr 3,9 km² mit abnehmender Tendenz. Unterhalb des Gletschers hat sich eine etwa 1,5 km lange Moräne gebildet. Ein kleiner Bach fließt unterhalb der Moräne 1,9 km nach Süden zum Zemugletscher und anschließend 7 km entlang dessen nördlichen Gletscherrand nach Osten zum Zemu Chu.